# Слона
Слона (пол. Słona) — село в Польщі, у гміні Заклічин Тарновського повіту Малопольського воєводства.
Населення — 273 особи (2011).
У 1975-1998 роках село належало до Тарновського воєводства.

## Демографія
Демографічна структура станом на 31 березня 2011 року:
|          | Загалом | Допрацездатний вік | Працездатний вік | Постпрацездатний вік |
| -------- | ------- | ------------------ | ---------------- | -------------------- |
| Чоловіки | 146     | 39                 | 101              | 6                    |
| Жінки    | 127     | 26                 | 71               | 30                   |
| Разом    | 273     | 65                 | 172              | 36                   |